# Geocrinia laevis
Espèce
Synonymes
- Pterophrynus laevis Günther, 1864

Statut de conservation UICN

 LC  : Préoccupation mineure
Geocrinia laevis est une espèce d'amphibiens de la famille des Microhylidae.

## Répartition
Cette espèce est endémique du Sud-Est de l'Australie,. Elle se rencontre dans le sud-ouest du Victoria, dans l'extrême Sud-Est de l'Australie-Méridionale, sur King Island et en Tasmanie.

## Description
L'holotype de Geocrinia laevis mesure 28 mm. Cette espèce a la face dorsale brun olive tacheté de petits points jaunes. Sa face ventrale est tachetée de nombreux points bruns.

## Étymologie
Son nom d'espèce, du latin laevis, « lisse », lui a été donné en référence à sa peau dépourvue de toute aspérité sur la face dorsale comme sur la face ventrale.

## Publication originale
- Günther, 1864 : Third contribution to our knowledge of batrachians from Australia. Proceedings of the Zoological Society of London, vol. 1864, p. 46–49 (texte intégral).